# Instituto Nacional de Alergias y Enfermedades Infecciosas
El Instituto Nacional de Alergias y Enfermedades Infecciosas (en inglés: National Institute of Allergy and Infectious Diseases [NIAID]) es uno de los 27 institutos y centros que componen los Institutos Nacionales de Salud (NIH), que son un grupo de entes adheridos al Departamento de Salud y Servicios Humanos de Estados Unidos. La misión de NIAID es dirigir investigaciones básicas y aplicadas para comprender mejor, prevenir, diagnosticar y tratar enfermedades infecciosas, inmunológicas y alergias.
El NIAID tiene laboratorios en los campi de North Bethesda (Maryland) y Hamilton (Montana), y financia investigaciones realizadas por científicos en instituciones de Estados Unidos y de todo el mundo. 
El NIAID también trabaja estrechamente con socios académicos, industriales, gubernamentales y organizaciones no gubernamentales en esfuerzos multifacéticos y multidisciplinarios para abordar desafíos de salud emergentes como la pandemia de gripe A (H1N1) de 2009-2010 y la pandemia de COVID-19.
El Proyecto de Secuenciación del Génoma de la Gripe con fondos del NIAID es un esfuerzo colaborativo diseñado para incrementar la base de conocimiento del genoma de la gripe y ayudar a los investigadores a entender cómo los virus de la gripe evolucionan, se propagan y causan la enfermedad.

## Historia

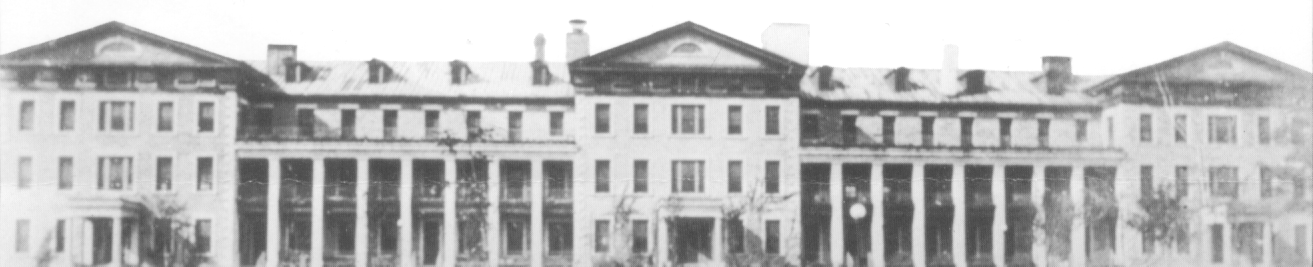
Marine Hospital en Staten Island - sede del Laboratorio de Higiene de 1887 a 1891. Hoy el edificio es parte del Bayley Seton Hospital.

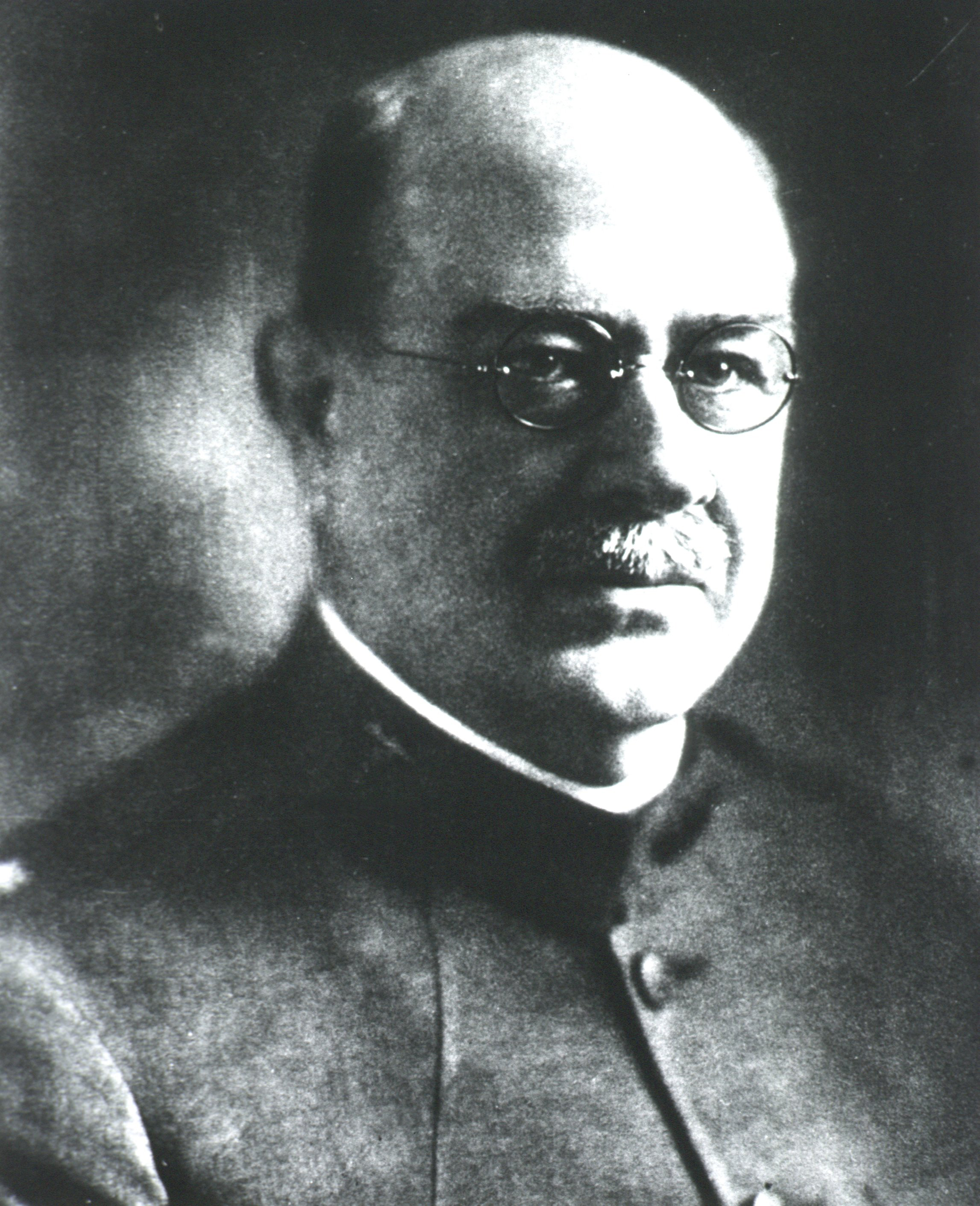
Dr. Joseph James Kinyoun, fundador del Laboratorio de Higiene, que evolucionó hasta convertirse en los Institutos Nacionales de Salud

El NIAID tiene sus orígenes en un pequeño laboratorio establecido en 1887 en el Marine Hospital de Staten Island, Nueva York (estado) (ahora el Bayley Seton Hospital). Los funcionarios del Marine Hospital Service de Nueva York decidieron abrir un laboratorio de investigación para estudiar la relación entre organismos microscópicos y enfermedades infecciosas. Joseph J. Kinyoun (1860-1919), médico del Marine Hospital Service, fue seleccionado para crear este laboratorio, al que llamó "laboratorio de higiene".
El laboratorio de Kinyoun pasó a llamarse Laboratorio Higiénico en 1891 y se trasladó a Washington D. C., donde el Congreso lo autorizó a investigar "enfermedades infecciosas y contagiosas y asuntos relacionados con la salud pública". Con la aprobación de la Ley Ransdell en 1930, el Laboratorio Higiénico se convirtió en el Instituto Nacional de Salud (National Institute of Health, NIH). En 1937, el Laboratorio de las Montañas Rocosas, que entonces formaba parte del Servicio de Salud Pública de los Estados Unidos, fue transferido a la División de Enfermedades Infecciosas, parte del NIH.
A mediados de 1948, el Instituto Nacional de Salud se convirtió en los Institutos Nacionales de Salud con la creación de cuatro nuevos institutos. El 8 de octubre de 1948, el Laboratorio de las Montañas Rocosas y el Laboratorio de Control Biológico se unieron a la División de Enfermedades Infecciosas y la División de Enfermedades Tropicales de los NIH para formar el Instituto Microbiológico Nacional (National Microbiological Institute). En 1955, el Congreso cambió el nombre del Instituto Microbiológico Nacional por el de Instituto Nacional de Alergias y Enfermedades Infecciosas (National Institute of Allergy and Infectious Diseases, NIAID) para reflejar la inclusión de la investigación sobre alergias e inmunología. Ese cambio entró en vigor el 29 de diciembre de 1955.
Los siguientes individuos han sido los directores del NIAID:
     Denota servicio como director en funciones
| Retrato | Director                      | Asumió el cargo        | Dejó el cargo           |
| ------- | ----------------------------- | ---------------------- | ----------------------- |
|         | Victor H. Haas (1916-1983)    | 1 de noviembre de 1948 | Abril de 1957           |
|         | Justin M. Andrews (1902-1967) | Abril de 1957          | 1 de octubre de 1964    |
|         | Dorland J. Davis (1911-1990)  | 1 de octubre de 1964   | Agosto de 1975          |
|         | Richard M. Krause (1925-2015) | Agosto de 1975         | Julio de 1984           |
|         | Anthony Fauci (1940-)         | 2 de noviembre de 1984 | 31 de diciembre de 2022 |
|         | Hugh Auchincloss (1950-)      | 1 de enero de 2023     | Titular                 |

## Estructura organizativa
El NIAID está compuesto por la Oficina del Director (OD), cuatro divisiones externas:
1. División de Síndrome de inmunodeficiencia adquirida (Division of Acquired Immunodeficiency Syndrome) (DAIDS)
2. División de Alergia, Inmunología y Trasplantes (Division of Allergy, Immunology, and Transplantation) (DAIT)
3. División de Microbiología y Enfermedades Infecciosas (Division of Microbiology and Infectious Diseases) (DMID)
4. División de Actividades Externas (Division of Extramural Activities) (DEA)

y tres divisiones internas:
1. División de Investigación Clínica (Division of Clinical Research) (DCR)
2. División de Investigación Internas (Division of Intramural Research) (DIR)
3. Centro de Investigación de Vacunas (Vaccine Research Center) (VRC)[12]

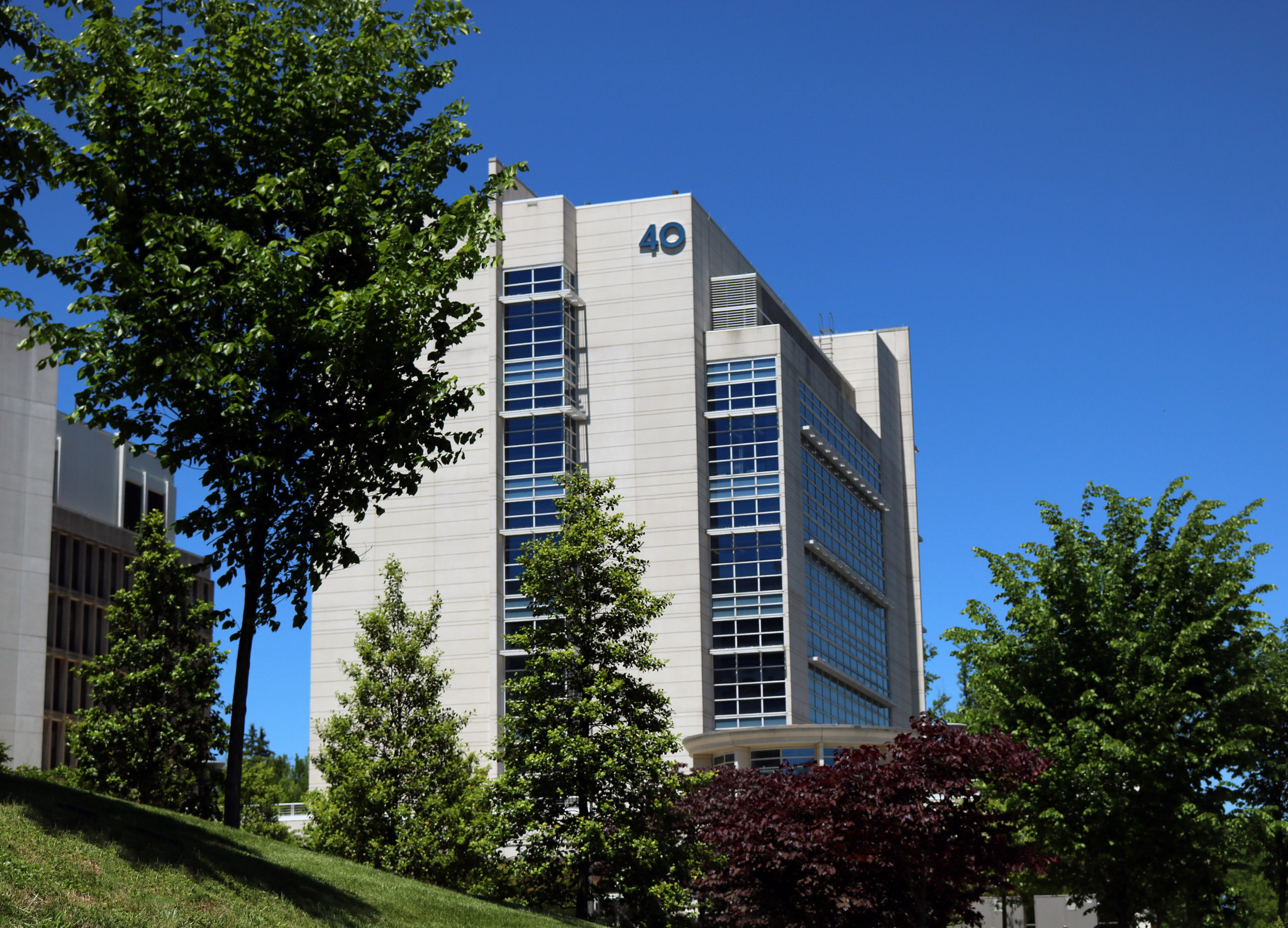
Sede del Centro de Investigación de Vacunas Dale y Betty Bumpers en Bethesda, Maryland

El Centro de Investigación de Vacunas Dale y Betty Bumpers (Dale and Betty Bumpers Vaccine Research Center) está compuesto por cuatro laboratorios y dos programas:
- Laboratorio de Inmunología (Immunology Laboratory)
- Laboratorio de Patogenia viral (Viral Pathogenesis Laboratory)
- Laboratorio de Virología (Virology Laboratory)
- Laboratorio del Programa de Producción de Vacunas (Vaccine Production Program Laboratory)
- Programa de Ensayos Clínicos (Clinical Trials Program)
- Programa de Investigación Traslacional (Translational Research Program)[14]

## Prioridades de investigación

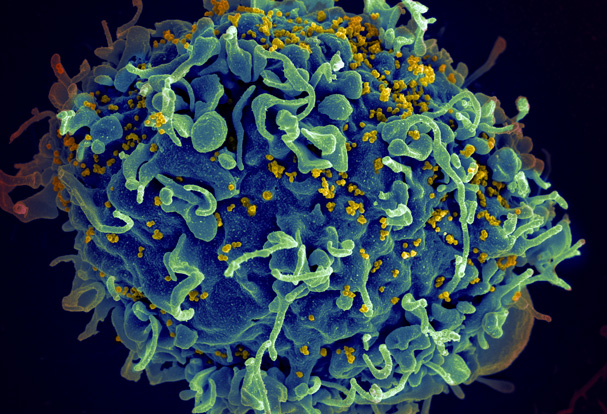
Célula T infectada con VIH

Las prioridades de investigación del NIAID se centran en:
1. "ampliar la amplitud y profundidad del conocimiento en todas las áreas de las enfermedades infecciosas, inmunológicas y alérgicas".
2. "desarrollar capacidades de investigación nacionales e internacionales flexibles para responder adecuadamente a las amenazas de enfermedades emergentes y reemergentes dondequiera que puedan ocurrir".[3]

Las áreas de misión del NIAID son:
Virus de Inmunodeficiencia Humana/Síndrome de Inmunodeficiencia Adquirida (VIH/SIDA)
Los objetivos en esta área son encontrar una cura para las personas infectadas por el VIH; desarrollar estrategias preventivas, incluir vacunas y tratamientos como prevención; desarrollar estrategias terapéuticas para prevenir y tratar coinfecciones como la tuberculosis y la hepatitis C en personas infectadas por el VIH; y abordar las consecuencias a largo plazo del tratamiento del VIH.
Biodefensa y Enfermedades Infecciosas Emergentes (Biodefense and Emerging Infectious Diseases) (BioD)
Los objetivos de esta área de misión son comprender mejor cómo estos agentes infecciosos que emergen deliberadamente (es decir, causados intencionalmente) y que emergen naturalmente causan enfermedades y cómo responde el sistema inmunológico a ellos.
Enfermedades Infecciosas e Inmunológicas (Infectious and Immunologic Diseases) (IID)
El objetivo de esta área de misión es comprender cómo las respuestas aberrantes del sistema inmunológico desempeñan un papel fundamental en el desarrollo de trastornos relacionados con el sistema inmunológico, como asma, alergias, enfermedades autoinmunes y rechazo de trasplantes. Esta investigación ayuda a mejorar la comprensión de cómo funciona el sistema inmunológico cuando está sano o no, y proporciona la base para el desarrollo de nuevas herramientas de diagnóstico e intervenciones para enfermedades relacionadas con el sistema inmunológico.

## Logros

### Vacunas
El NIAID se ha ganado la reputación de estar a la vanguardia del progreso científico tanto a través de sus laboratorios internos como de la investigación que financia en instituciones académicas. Por ejemplo, las colaboraciones del NIAID con varios socios llevaron al desarrollo de vacunas aprobadas por la FDA para la influenza (FluMist), la hepatitis A (Havrix) y el rotavirus (RotaShield). El NIAID también jugó un papel decisivo en el desarrollo y la autorización de vacunas acelulares contra la tos ferina, vacunas conjugadas para Streptococcus pneumoniae y Haemophilus influenzae tipo b o Hib, y una terapia preventiva para el virus sincitial respiratorio o VRS (palivizumab). Además, las asociaciones del NIAID con la industria y el mundo académico han llevado al avance de las pruebas de diagnóstico para varias enfermedades infecciosas importantes, incluida la malaria (ParaSight F), la tuberculosis (GeneXpert MTB/RIF) y el norovirus (Ridascreen Norovirus 3rd Generation EIA).

### VIH/SIDA
El NIAID ha realizado investigaciones sobre la transmisión maternoinfantil o TMI (mother-to-child transmission, MTCT) del VIH. En 1994, un estudio copatrocinado por el NIAID demostró que el medicamento AZT, administrado a mujeres infectadas por el VIH que habían recibido poca o ninguna terapia antirretroviral (TAR) previa, reducía el riesgo de TMI en dos tercios.
En 1999, un estudio financiado por el NIAID en Uganda descubrió que dos dosis orales del fármaco económico nevirapina—administrada a madres infectadas por el VIH al inicio del parto y otra a sus bebés poco después del nacimiento—reducían la TMI a la mitad en comparación con un ciclo similar de AZT. Ensayos clínicos posteriores, incluidos algunos financiados por el NIAID, demostraron que los medicamentos contra el SIDA también pueden reducir el riesgo de TMI a través de la leche materna. Estos y otros estudios han dado lugar a recomendaciones de la Organización Mundial de la Salud (OMS) que pueden ayudar a prevenir la TMI y al mismo tiempo permitir que las mujeres en entornos de recursos limitados amamanten a sus bebés de forma segura.
Científicos financiados por el NIAID descubrieron que hacer pruebas de VIH a los bebés en riesgo y luego administrar TAR inmediatamente a aquellos que dan positivo reduce drásticamente las tasas de enfermedad y muerte. Los bebés infectados por el VIH tenían cuatro veces menos probabilidades de morir si recibían TAR inmediatamente después de ser diagnosticados con el VIH, en comparación con el tratamiento estándar (comenzar el TAR en los bebés cuando mostraban signos de enfermedad por VIH o un sistema inmunológico debilitado).
Este hallazgo ayudó a influir en la OMS para cambiar sus directrices para el tratamiento de bebés infectados por el VIH. Las directrices ahora recomiendan encarecidamente iniciar el TAR en todos los niños menores de 2 años inmediatamente después de haber sido diagnosticados con VIH, independientemente de su estado de salud.

### Portal de Descubrimiento de Datos
En 2023, la Oficina de Ciencia de Datos y Tecnologías Emergentes del NIAID (Office of Data Science and Emerging Technologies, ODSET) creó el Portal de Descubrimiento de Datos del NIAID (NIAID Data Discovery Portal) para mejorar la reutilización de datos y permitir un desarrollo más rápido de diagnósticos, terapias y vacunas. El Portal de Descubrimiento de Datos del NIAID se centra en la capacidad de encontrar datos, agregando recursos de numerosas fuentes, incluidos repositorios respaldados por el NIAID y repositorios biomédicos generales.

## Programas de formación clínica

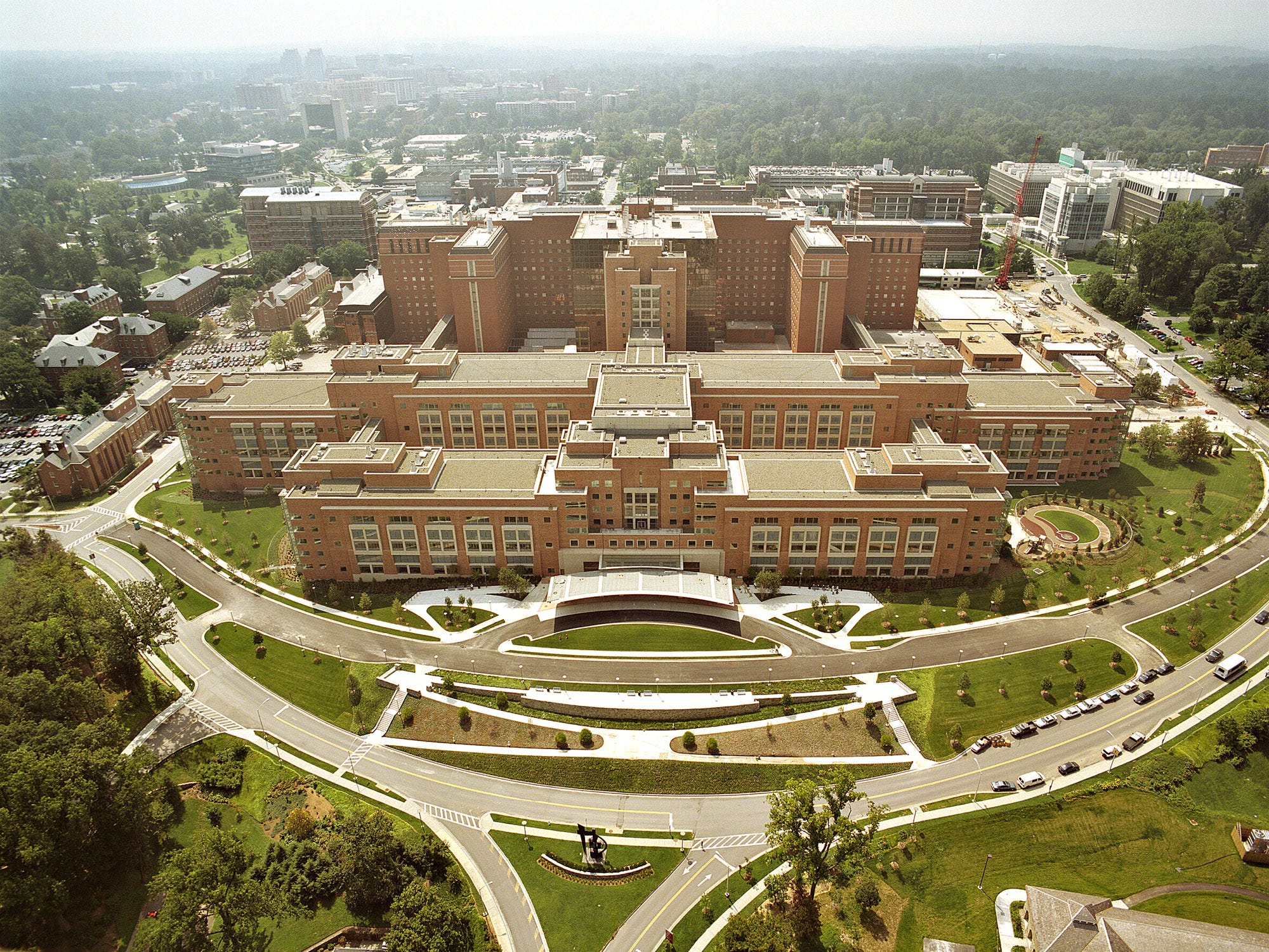
Fotografía aérea del Centro Clínico del NIH en Bethesda (Maryland)

El NIAID ofrece becas de tres años para estudiantes de medicina en enfermedades alérgicas/inmunológicas y enfermedades infecciosas. Estas becas acreditadas por el Consejo de Acreditación de Educación Médica de Posgrado (Accreditation Council for Graduate Medical Education, ACGME) (el organismo responsable de acreditar todos los programas de formación médica de posgrado [es decir, pasantías, residencias y becas, también conocidos como programas de subespecialidades] para médicos en los Estados Unidos) brindan capacitación clínica intensiva y tutoría de investigación en laboratorios clínicos y de ciencias básicas. Ambos programas de capacitación de becas del NIAID incluyen un año completo de responsabilidades clínicas, incluidos dos o tres meses del primer año atendiendo a pacientes en el Centro Clínico del NIH (NIH Clinical Center), el hospital más grande del país dedicado a la investigación clínica. Los dos años siguientes se dedican a la investigación.

### Alergias e Inmunología
El Programa de Becas Clínicas de Alergias e Inmunología ( Allergy and Immunology Clinical Fellowship Program) está abierto a médicos que estén en camino de completar un programa aprobado de residencia en medicina interna o medicina pediátrica. Los becarios son elegibles para presentarse al examen de certificación de la Junta de Alergia e Inmunología (Board of Allergy and Immunology) después de dos años.

### Enfermedades Infecciosas
El Programa de Becas en Enfermedades Infecciosas (Infectious Diseases Fellowship Program) está abierto a médicos que hayan completado tres años de un programa de residencia en medicina interna en los Estados Unidos o Canadá. Los becarios son elegibles para presentarse al examen de certificación de Enfermedades Infecciosas  del ABIM (American Board of Internal Medicine, Junta Estadounidense de Medicina Interna) después de dos años.